# Michael Beer (Autor)

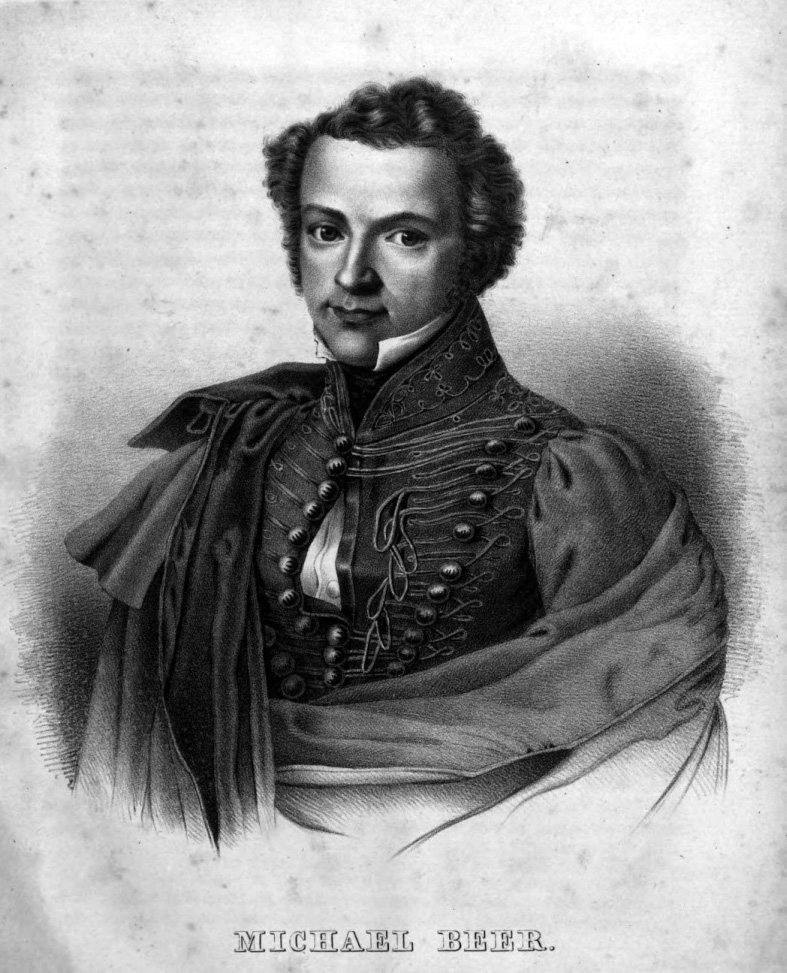
Michael Beer, Lithographie nach Zeichnung von Carl Vogel, vor 1838

Michael Beer (* 19. August 1800 in Berlin; † 22. März 1833 in München) war ein deutscher Dramatiker jüdischer Religion.

## Leben und Werk
Michael Beer war der jüngste der vier Söhne des jüdischen Zuckerproduzenten und Bankiers Jacob Herz Beer (1769–1825) und der Amalie Beer, genannt Malka, einer Tochter des Liepmann Meyer Wulff. Sein ältester Bruder war der Komponist Giacomo Meyerbeer, der auch die Bühnenmusik zu Michael Beers Trauerspiel Struensee über den Sturz Johann Friedrich Struensees schrieb. Die anderen Brüder waren Wilhelm Beer und  Heinrich Beer (1794–1842), der nie einen Beruf ausübte.
Beers bekanntestes, insbesondere von Goethe geschätztes Stück war das Trauerspiel Der Paria (uraufgeführt Berlin 1823), der, so die Allgemeine Deutsche Biographie, „Schmerzensschrei über die Pariastellung des Judenthums“.
Der im Alter von 32 Jahren verstorbene Dichter hinterließ ein großes Vermögen, das er in eine Stiftung umgewandelt hatte. Deren Verwaltung lag testamentarisch bei der Königlich Preußischen Akademie der Künste in Berlin, die aus den Erträgen jährlich den Preis der Michael-Beer-Stiftung an zwei junge Künstler, von denen einer Jude sein musste, vergab. Er ermöglichte den Preisträgern die Finanzierung eines einjährigen Studienaufenthaltes in Italien, wovon sie mindestens acht Monate in Rom zu verbringen hatten.

## Gedenken
Michael Beers Grab auf dem Alten Israelitischen Friedhof in München ist erhalten. Es wurde von Leo von Klenze entworfen und 1841 von Johann Baptist Dilger in einer Kreidelithographie abgebildet.
Auf dem Jüdischen Friedhof Schönhauser Allee in Berlin Prenzlauer Berg, wo seine Mutter und seine Brüder Giacomo und Wilhelm im Familiengrab begraben sind, wurde eine Gedenktafel für Michael Beer angebracht.

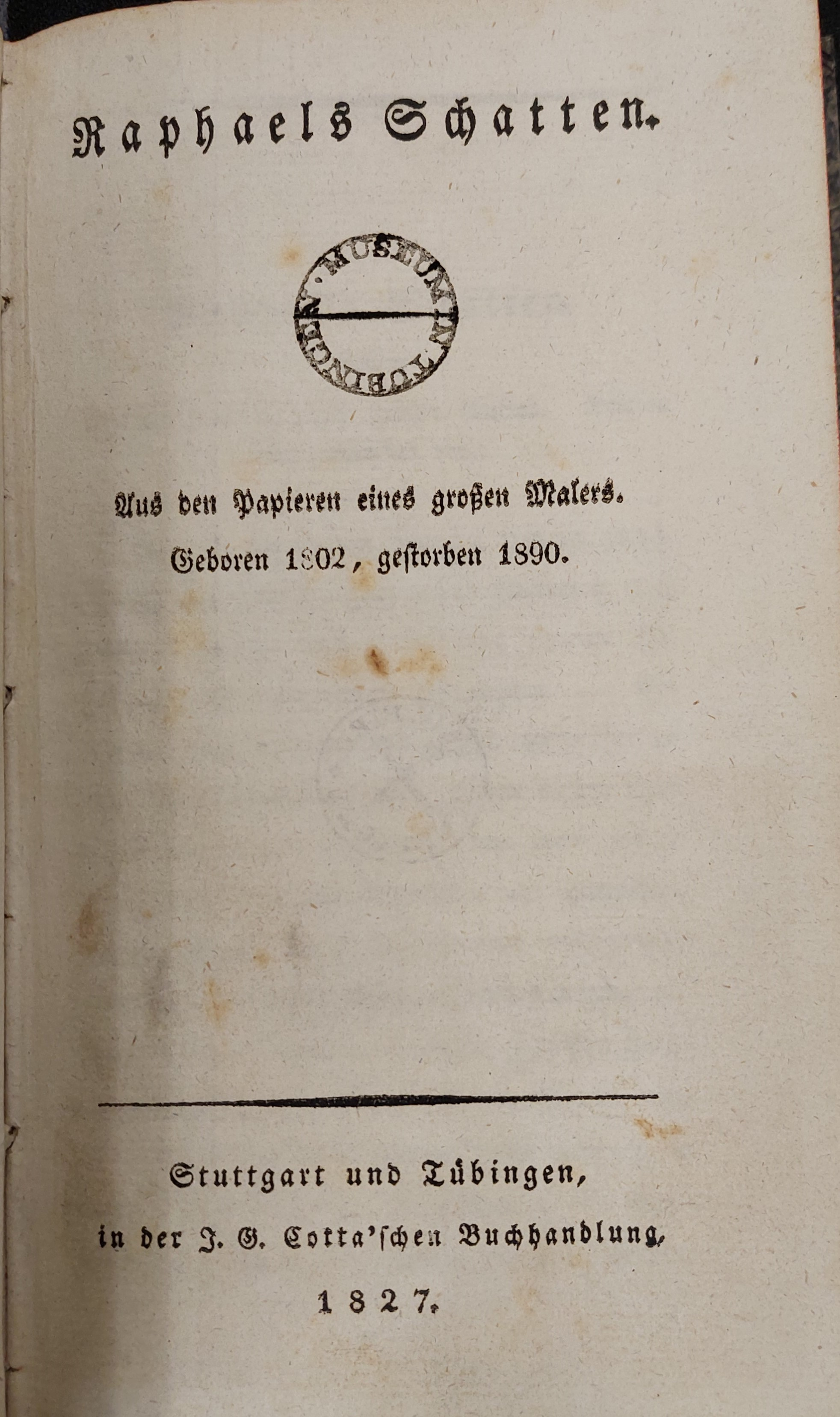
Raphaels Schatten, 1827
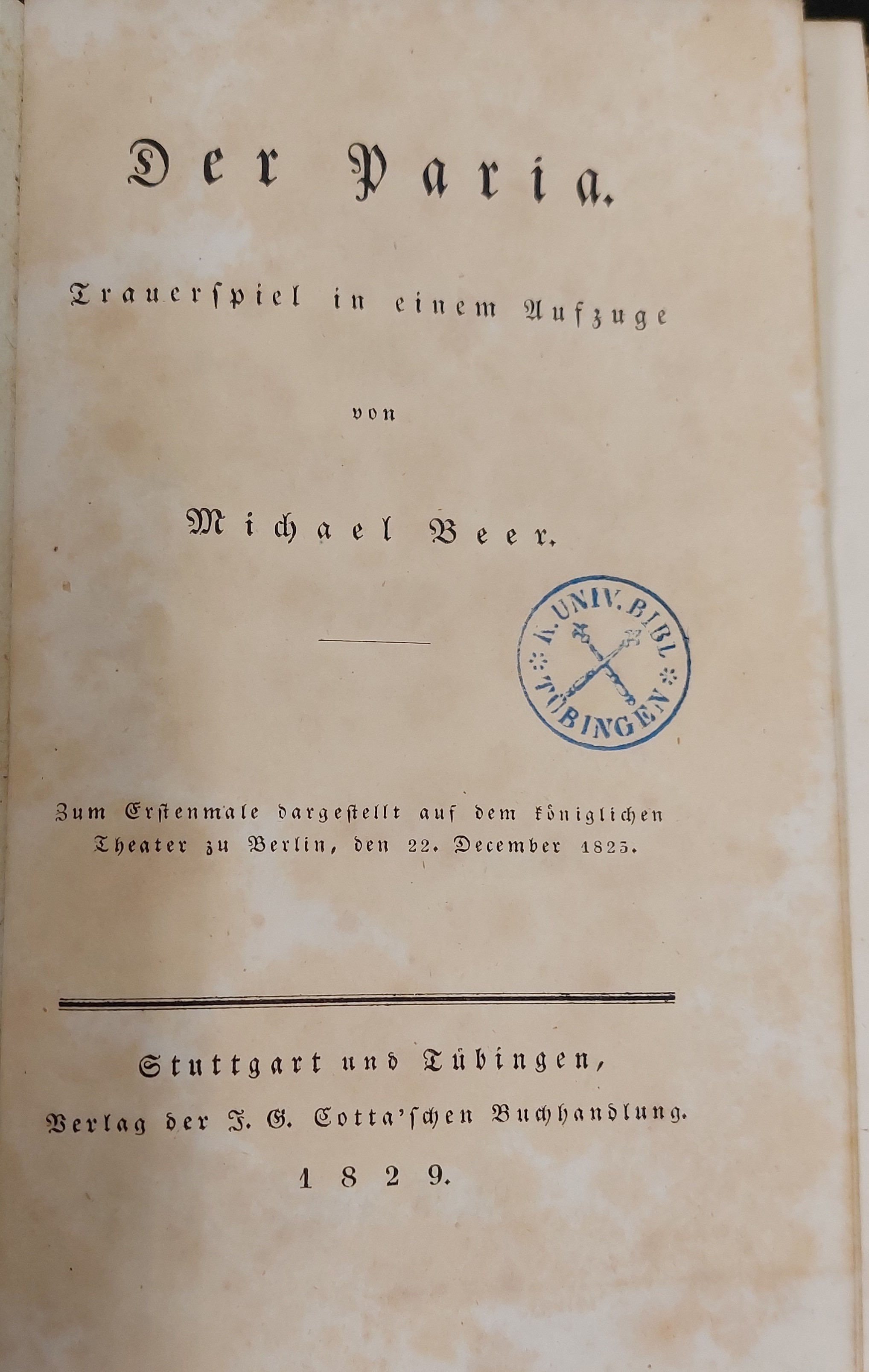
Der Paria, 1829
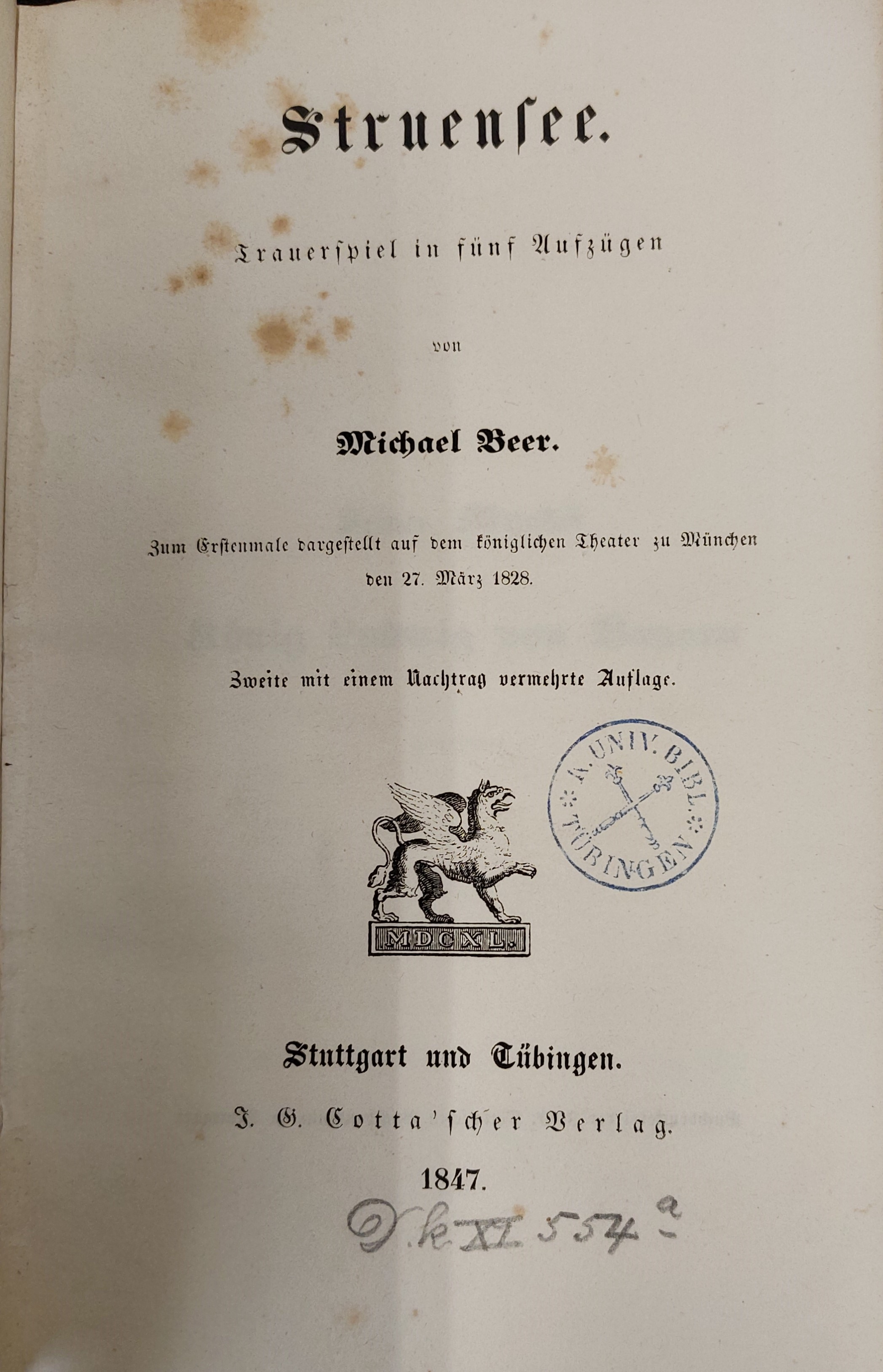
Struensee, 1847
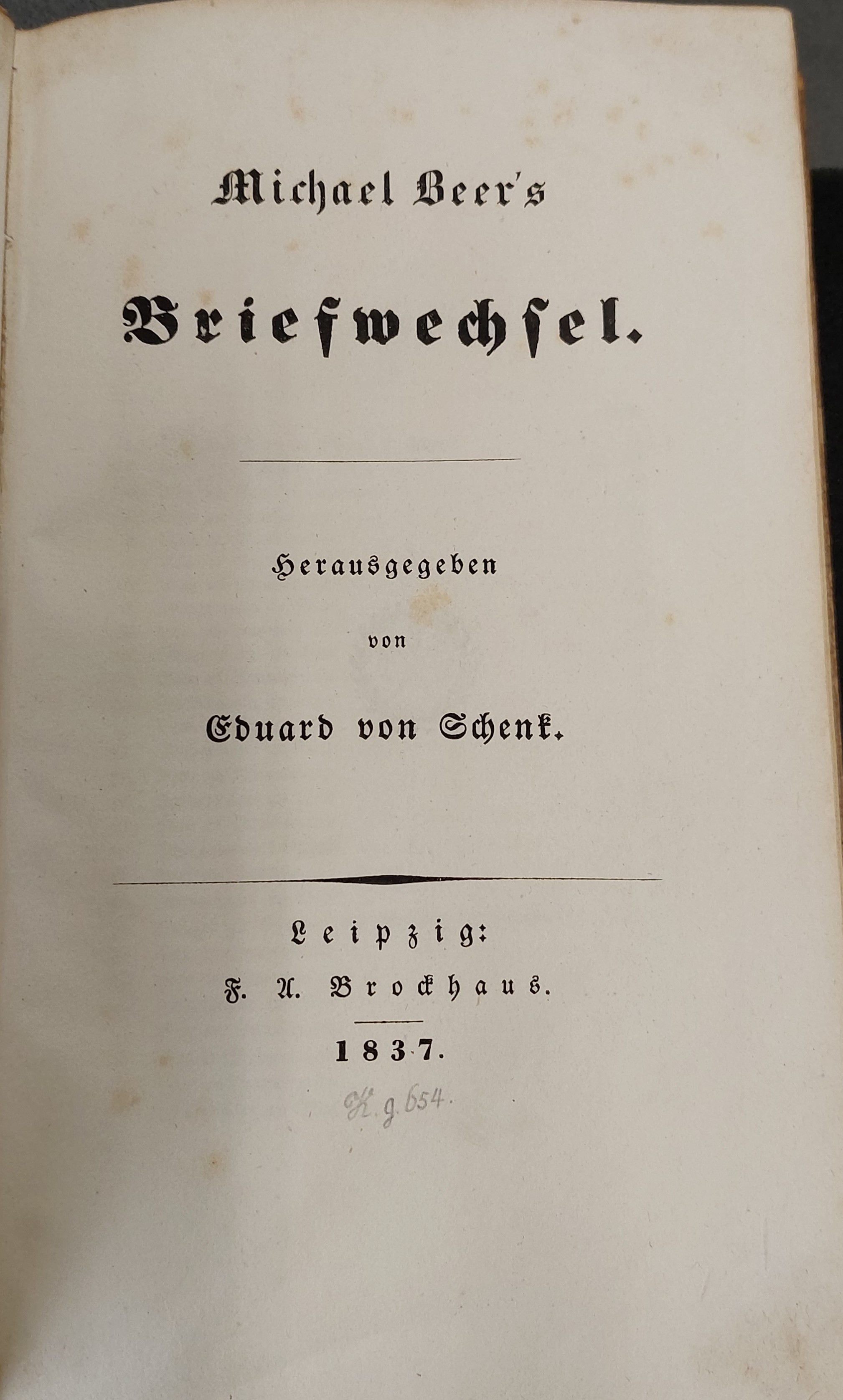
Briefwechsel 1837

## Werke (Auswahl)
- 1823: Klytemnestra, Trauerspiel in vier Abteilungen. Uraufführung Berlin 1819.
- 1826: Der Paria, Trauerspiel in einem Aufzug. Uraufführung Berlin 1823.
- 1828: Struensee, Trauerspiel in fünf Aufzügen. Uraufführung München 1828.
- 1835: Sämmtliche Werke, herausgegeben von Eduard von Schenk. F. A. Brockhaus, Leipzig. books.google